# Fraccionamiento Lomas del Real
Fraccionamiento Lomas del Real är en ort i Mexiko.   Den ligger i kommunen Ciudad Valles och delstaten San Luis Potosí, i den centrala delen av landet, 290 km norr om huvudstaden Mexico City. Fraccionamiento Lomas del Real ligger 208 meter över havet och antalet invånare är 207.
Terrängen runt Fraccionamiento Lomas del Real är platt åt sydväst, men åt nordost är den kuperad. Runt Fraccionamiento Lomas del Real är det ganska tätbefolkat, med 78 invånare per kvadratkilometer. Närmaste större samhälle är Ciudad Valles, 5,2 km sydväst om Fraccionamiento Lomas del Real. Omgivningarna runt Fraccionamiento Lomas del Real är en mosaik av jordbruksmark och naturlig växtlighet.